# Nicolas de Mauregard
 (mars 2025).
La mise en forme du texte ne suit pas les recommandations de Wikipédia : il faut le « wikifier ».
Les points d'amélioration suivants sont les cas les plus fréquents. Le détail des points à revoir est peut-être précisé sur la page de discussion.
- Les titres sont pré-formatés par le logiciel. Ils ne sont ni en capitales, ni en gras.
- Le texte ne doit pas être écrit en capitales (les noms de famille non plus), ni en gras, ni en italique, ni en « petit »…
- Le gras n'est utilisé que pour surligner le titre de l'article dans l'introduction, une seule fois.
- L'italique est rarement utilisé : mots en langue étrangère, titres d'œuvres, noms de bateaux, etc.
- Les citations ne sont pas en italique mais en corps de texte normal. Elles sont entourées par des guillemets français : « et ».
- Les listes à puces sont à éviter, des paragraphes rédigés étant largement préférés. Les tableaux sont à réserver à la présentation de données structurées (résultats, etc.).
- Les appels de note de bas de page (petits chiffres en exposant, introduits par l'outil «  Source ») sont à placer entre la fin de phrase et le point final[comme ça].
- Les liens internes (vers d'autres articles de Wikipédia) sont à choisir avec parcimonie. Créez des liens vers des articles approfondissant le sujet. Les termes génériques sans rapport avec le sujet sont à éviter, ainsi que les répétitions de liens vers un même terme.
- Les liens externes sont à placer uniquement dans une section « Liens externes », à la fin de l'article. Ces liens sont à choisir avec parcimonie suivant les règles définies. Si un lien sert de source à l'article, son insertion dans le texte est à faire par les notes de bas de page.
- La présentation des références doit suivre les conventions bibliographiques. Il est recommandé d'utiliser les modèles {{Ouvrage}}, {{Chapitre}}, {{Article}}, {{Lien web}} et/ou {{Bibliographie}}. Le mode d'édition visuel peut mettre en forme automatiquement les références.
- Insérer une infobox (cadre d'informations à droite) n'est pas obligatoire pour parachever la mise en page.

Pour une aide détaillée, merci de consulter Aide:Wikification.
Si vous pensez que ces points ont été résolus, vous pouvez retirer ce bandeau et améliorer la mise en forme d'un autre article.
Pour les articles homonymes, voir Mauregard.
Nicolas de Mauregard, né vers 1340, mort entre 1407 et 1409, bourgeois de Paris, sergent d’arme du roi en 1363, Trésorier des guerres en 1368, Trésorier de France en 1386. En 1390, il est nommé général sur le fait de la finance des aides puis en 1394 général sur la justice des aides jusqu’à sa mort.

## Biographie

### Filiation
Nicolas de Mauregard est le fils d’autre Nicolas, né vers 1315, bourgeois de Paris, maître de garnison du Roi et de Jeanne Le Flament d’une notable famille parisienne.
Les livres de la taille de Paris de 1292 à 1313, intéressants pour l’étude de la bourgeoisie parisienne au Moyen Âge indiquent l’existence, entre autres, d’Adam de Mauregard,, mercier, l’un des plus gros contribuables de l’époque et de Pierre de Mauregard, blatier, habitant rue de la Vannerie en la paroisse Saint-Gervais où ils étaient imposés à la taille des années 1292 à 1313,,,. Pierre de Mauregard fut maître de garnison du Roi et fournissait les armées en blé dès 1299. En 1313, il était marchand de vin. Il fut vraisemblablement le grand-père de Nicolas.

### Carrière
Nicolas de Mauregard était sergent d’armes du roi et receveur général à Paris et à Rouen du subside ordonné pour la défense du royaume de 1363 à 1367, puis trésorier des guerres en 1368. L’année suivante il est remplacé par Étienne Braque et, par un mandement du 18 novembre de la même année, Charles V « nommait Nicolas de Mauregart, maistre des garnisons de notre navire et de l’armée que nous entendons au plaisir de Dieu hastivement faire en Normandie, à l’encontre des ennemis de nous et de notre royaume ». Le 3 septembre 1371, il fut nommé receveur des douze deniers et fut anobli par lettres du 8 mai 1373. Dès le 24 janvier 1378, il était le trésorier de Louis, duc d’Anjou, bien que demeurant à Paris dont il était échevin, le 16 septembre 1380, lors de la mort de Charles V, en son château de Beauté-sur-Marne et à laquelle il assista.
Peu après, le 7 décembre de la même année, Louis d’Anjou, oncle de Charles VI, devenu régent le faisait nommer trésorier de France,. En 1380, la Reine Jeanne de Sicile ayant adopté Louis d’Anjou comme héritier, Charles de Durazzo envahi le royaume de Naples et fit tuer la Reine Jeanne. Aussitôt Louis d’Anjou envahi la Sicile, encouragé par le pape d’Avignon Clément VII, qui accepta, le 31 mars 1382, d’assigner tous les revenus de la chambre apostolique au duc pendant trois ans. Celui-ci laissa en Avignon Nicolas de Mauregard, son trésorier, avec un traitement de 2 000 francs et le titre de « trésorier et gouverneur général de toutes ses finances quelles qu’elles fussent ». Les sommes reçues par Nicolas, au nom de Louis d’Anjou, entre le 31 mars 1382 et le 31 mars 1385, atteignaient 715 245 francs. Le 22 janvier 1384, Louis d’Anjou lui faisait don de la somme de mille francs d’or, mais mourut peu après. Sa veuve Marie de Blois, duchesse d’Anjou, devenue Reine de Sicile, déclarait, par ses lettres du 19 mars 1384, que pour la poursuite de la conquête du royaume de Sicile, « le dit Nicolas nous est nécessaire et prouffitable » et lui demandait de l’accompagner en Provence. Le 1er mai 1385, il était toujours en Avignon.
De retour au trésor à Paris, il fut nommé, le 5 septembre 1386, avec Jehan Saunier, réformateur du domaine, pour « qu’ilz visitent et réforment noz diz chasteaulx, villes, maisons ». Le 1er août 1389, Charles VI lui faisait don de la somme de cinq cents francs d’or et, le 11 mars 1390, il fut institué général sur le fait de la finance des aides et reçu, le 19 décembre 1394, général sur la justice des aides. Il resta seize ans à la cour des aides, où il ne manqua que rarement une audience. La dernière où il assista date du 5 février 1407. Il était mort en 1409 et, le 22 avril, sa succession comme général était briguée.
A Paris il avait acquis de Gérard Day plusieurs petites maisons plus ou moins en ruines avec jardin, rue Vieille-du-Temple, près de la porte Barbette,, qu’il fit démolir pour entreprendre, vers 1390, la construction de l’hôtel Barbette, que termina Jean de Montagu.
Il possédait par ailleurs deux arrière fiefs à Sannois et à Belloy ainsi que les fiefs de Champagne et de Sansalle,.

### Famille
Nicolas de Mauregard avait épousé en premières noces une certaine Adèle, de laquelle il eut sept enfants ;
1. Denis de Mauregard, né vers 1362, clerc, bachelier es lois de l’université d’Angers en 1378, il fut pourvu d’un canonicat en l’église cathédrale d’Amiens. Devenu licencié, il était, en 1382, secrétaire du duc d’Anjou. En 1386, il était avocat des causes civiles de l’officialité épiscopale du diocèse de Paris. Il devint enfin « chefcier » curé de Saint-Merri, de 1405 à 1414, et mourut en 1425.
2. Léonarde de Mauregard, née vers 1364, épousa Bureau de Dampmartin, valet de chambre du Roi.

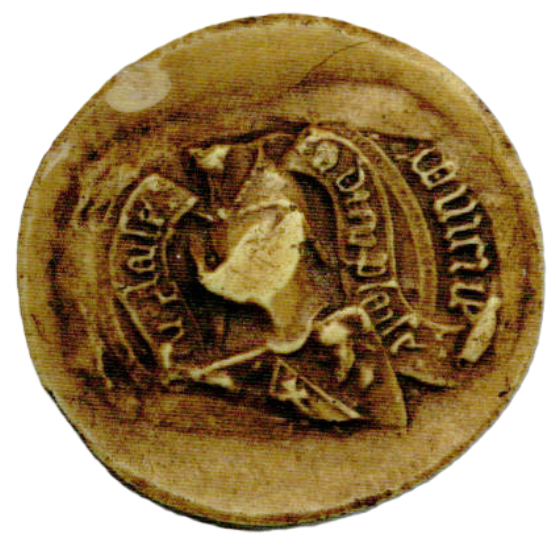
Sceau de Louis de Mauregard

3. Louis de Mauregard, né vers 1366, chambellan du roi Charles VI, fut chevalier de l’Ordre de Saint-Jean de Jérusalem et devint le VIe commandeur de la commanderie de Saint-Étienne de Renneville, de 1409 à 1416. En 1412, il était également commandeur des commanderies de Boux et Merlan, dans les Ardennes.
4. Jeanne de Mauregard, née vers 1368, fut mariée avec Martin Double, avocat du roi au Châtelet. Elle mourut le 3 octobre 1400 et fut inhumée en la chapelle de l’annonciation de l’abbaye de Saint-Magloire.
5. Simon de Mauregard, né vers 1370, clerc, licencié en lois, il représentait la nation de France lors de la confirmation des statuts de l’université d’Angers au mois de juin 1398. Le 2 août 1391, Nicolas, son père, lui donnait procuration pour aller auprès de Marie, Reine de Jérusalem et de Sicile, afin de clore ses comptes en la chambre des comptes d’Angers. Il fut religieux en l’abbaye de Saint Germain-des-Près, où il mourut et y fut inhumé, selon le nécrologue de cette abbaye.
6. Jeanne de Mauregard, née vers 1375, fut marié avec Pierre Gentien, fils de Jean Gentien et de Jeanne Baillet, trésorier de France, général des monnayes, prévôt des marchands en 1411, après la déposition de Charles Culdoé, mort en 1417. Elle lui apporta en dot la seigneurie de Belloy. Elle eut de son mariage trois enfants avec lesquels elle partagea ses biens le 27 octobre 1441.
7. Étienne de Mauregard, né vers 1380, débuta comme notaire et secrétaire du roi Charles VI, dont il signait les lettres dès 1404. En 1411, il succédait à Jean de Chanteprime en la charge de garde du trésor des chartes et prêtait serment le 10 juillet. En 1413, lors de la révolte des Cabochiens, il fut remplacé par Baudes des Bordes, à qui il dut remettre les clefs du trésor, mais il reprit sa place peu de temps après et, par des lettres du 14 octobre 1414, le roi le nommait au grand conseil. Fervent Armagnac,,, il fut emprisonné après l’entrée des Bourguignons dans la capitale et le 21 août 1418, décapité par le bourreau Capeluche avec d’autres de son parti.
Étienne de Mauregard faisait partie de la cour amoureuse, et avait épousé Jeanne Poupart, fille de l’argentier Charles Poupart, de laquelle il ne semble pas avoir eu d’enfants.

Veuf en 1385, Nicolas épousa en secondes noces, vers 1387, Gillette Cocatrix, vraisemblablement fille de Jean Cocatrix, dit de Bonnes, prévôt des marchands en 1378, de laquelle il eut encore trois enfants ;
8. Nicolas de Mauregard, né vers 1390, écuyer, rendait hommage, le 20 novembre 1438, à Jean de Presle, seigneur de Savigny-sur-Orge, en tant que « fils de sire Nicolas de Mauregard et de damoiselle Gille de Cocquatrix, sa mère » pour le fief du Petit Champagne. Il était mort en 1452 et avait eu de son mariage avec une certaine Antoinette, trois fils :
1. Nicolas, né vers 1420, écuyer, panetier du Roi, seigneur de Champagne et de Sansalle, était élu de Gisors sur le fait des aides, le 24 novembre 1460[n 3]. Il mourut entre 1481 et 1482 et avait épousé Perette de Rolot[n 13], de laquelle il n’eut pas d’enfants.
2. Raymond, né vers 1425, bachelier en décret, fut tué, le 9 mai 1453, à la porte Baudoyer, d’un coup de hache donné par un sergent à verge du Châtelet, alors qu’il revenait de la maison du prévôt de Paris avec le recteur et 800 maîtres et écoliers[48],[49]. Cette affaire fit grand bruit à l’époque et est assez bien documentée[50],[51].
3. Jean né vers 1430, vivait au 12 juin 1464 et réclamait à Nicolas de Mauregard, son frère, « le partage et division des biens meubles et immeuble de feu Nicolas de Mauregard, leur père[n 14] ».

9. Catherine de Mauregard, née vers 1392, fut mariée avec Jacques Dessous l’Orme, secrétaire du Roi, duquel elle eut deux enfants : André et Gilles, lesquels vivaient en 1431, lors du testament de Gillette Cocatrix, leur grand-mère.
10. Pierre de Mauregard, né vers 1394, bachelier es lois, fut reçu clerc des comptes, le 13 mars 1413 et resta en charge jusqu’au 22 juillet 1418. Il fut vraisemblablement emprisonné à la bastille Saint-Antoine et massacré, le 21 août 1418, avec Étienne, son frère aîné. Il avait épousé, vers 1415, Marguerite de l’Olive, fille aînée de Jean de l’Olive, marchand épicier, bourgeois de Paris, ancien échevin de la ville de Paris, et de Marguerite Orlant, de laquelle il eut deux enfants ;
1. Charles de Mauregard, né vers 1416, écolier de la nation de France, fut reçu bachelier de la Faculté de médecine de Paris en 1440, puis licencié et maître, le 10 mars 1442. Il fut élu doyen de la faculté en 1443 et 1444, mais ayant épousé une veuve, il fut réputé bigame et la Faculté décida de lui ôter la régence ; Il aurait néanmoins reçu le titre de « regens honoris ». Le 27 novembre 1447, la faculté lui permit de jouir de la plupart des privilèges réservés aux maîtres régents, parmi lesquels il reprit sa place en 1451[54],[55]. En 1468, il fut appelé à l’Hay, près de Bourg-la-Reine, au chevet de Dunois, bâtard d’Orléans, qui mourut le 24 novembre 1468, et reçu treize livres et quinze sols pour « sa paine d’avoir visité feu mondit seigneur en sa maladie[56],[57] ». Il mourut le 26 juillet 1472 et fut enterré aux Saints-Innocents. Il avait épousée Jeanne de Dannes, qui mourut le 13 mai 1487[n 3], et de laquelle il n’eut pas d’enfant[n 16].

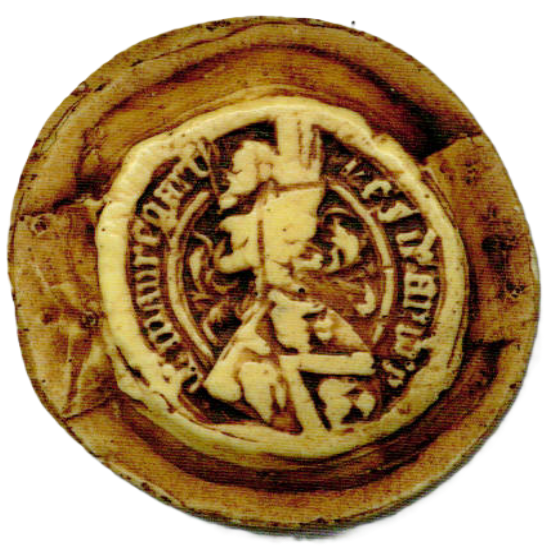
Sceau d'André de Mauregard

2. Sceau d'André de MauregardAndré de Mauregard, né vers 1418, fut reçu clerc des comptes, le 16 mars 1454[58]. Le 1er octobre 1475, il reçut des lettres de provisions de la charge de trésorier et receveur général en Dauphiné, en remplacement de Jean de la Place[59]. Il n’entra en fonction qu’au début de l’année 1476 et le Gallia regia le suit de mois en mois, mentionnant les quittances, les versements par les châtelains et les lettres que lui adressait Louis XI[60]. Il résidait dans la maison de la trésorerie à Grenoble et avait le titre de Châtelain de Montbonnot, près de Grenoble[61]. Il hérita du fief de Bondoufle, mouvant de la seigneurie d’Yerres et en rendit hommage au roi, le 9 décembre 1472[62]. Il épousa en premières noces, le 30 janvier 1453, Anne la Plote[63], fille de Pierre la Plote, grenetier du grenier à sel d’Auxerren3.               Anne la Plote dut mourir en 1464. Elle avait eu de son mariage quatre enfants.                                                        Veuf d’Anne la Plote, vers 1464, André épousa en secondes noces Michelle Culdoé[n 17], dernière fille de Michel Culdoé, ancien échevin de la ville de Paris, panetier du Roi, et de Jeanne de l’Esclat[n 3]. Elle était morte au 26 mai 1481, lors du testament d’André qui élisait sa sépulture en l’église Saint-André de Grenoble[n 18]. Il mourut le 18 juillet de la même année[64]. Il avait eu de son second mariage six enfants.